# 赫德里克 (愛荷華州)
赫德里克（英語：Hedrick）是一個位於美國愛荷華州基奧卡克縣的城市。

## 地理
赫德里克的座標為41°10′25″N 92°18′30″W / 41.17361°N 92.30833°W，而該地的平均海拔高度為250米（即820英尺）。

## 人口
根據2010年美國人口普查的數據，赫德里克的面積為3.96平方千米，當中陸地面積為3.96平方千米，而水域面積為0.00平方千米。當地共有人口764人，而人口密度為每平方千米192人。